# Philibertia castillonii
Philibertia castillonii là một loài thực vật có hoa trong họ La bố ma. Loài này được (Lillo) Goyder mô tả khoa học đầu tiên năm 2004.